# 第3届中国电影金鸡奖
第3届中国电影金鸡奖是中国电影家协会為表彰1983年度杰出国产片颁发的奖项。颁奖典礼于1983年5月27日在中国福建省福州市举行。

## 提名名单
| 最佳故事片 - 《人到中年》 - 《骆驼祥子》 - 《城南旧事》                                        | 最佳导演 - 吴贻弓－《城南旧事》 - 凌子风－《骆驼祥子》 - 滕文骥－《都市里的村庄》  |
| 最佳男主角 - 空缺                                                                              | 最佳女主角 - 潘虹－《人到中年》饰 陆文婷 - 斯琴高娃－《骆驼祥子》饰 虎妞           |
| 最佳男配角 - 牛犇－《牧马人》饰 郭骗子 - 智一桐－《风雨下钟山》饰 张治中                       | 最佳女配角 - 郑振瑶－《城南旧事》饰 宋妈 - 殷新－《骆驼祥子》饰 小福子             |
| 最佳编剧 - 空缺 - 谌容－《人到中年》                                                           | 最佳特技 - 《孔雀公主》－张尔瓒、邢培修、金燕茜、李再春、门玉凤、朱革、滕春飞      |
| 最佳戏曲片 - 空缺                                                                              | 最佳纪录片 - 空缺 - 《历史艳阳天》 - 《光辉业绩》                                  |
| 最佳美术片 - 《鹿铃》 - 《淘气的金丝猴》                                                       | 最佳科教片 - 《昆虫世界——身体构造与功能》 - 《燕子》 - 《徐薯18》 - 《尼罗罗非鱼》 |
| 最佳摄影 - 《逆光》－魏铎 - 《城南旧事》－曹威业                                               | 最佳美术 - 《骆驼祥子》－俞翼如                                                    |
| 最佳音乐 - 《城南旧事》－吕其明 - 《人到中年》－吴大明 - 《骆驼祥子》－瞿希贤 - 《逆光》－张宏 | 最佳录音 - 空缺 - 《大泽龙蛇》－冯德耀                                             |
| 最佳剪辑 - 《牧马人》－周鼎文 - 《城南旧事》－蓝为洁                                           |                                                                                    |

## 特别奖项
- 评委会特别奖
  - 新闻纪录片：《钢铁长城》
  - 导演：张暖忻（《沙鸥》）